# Ochubure
Ochubure (en georgiano: ოჭუბურე) o Jvazhvkit (en abjasio: Хәажәқыҭ, romanizado: Jvazhvkyt) es una aldea que pertenece a la parcialmente reconocida República de Abjasia, parte del distrito de Sujumi, aunque de iure pertenece al municipio de Sojumi de la República Autónoma de Abjasia de Georgia.

## Toponimia
Hasta 1948 se llamó Kestaneluki (en georgiano: კესტანელუქი).La palabra Ochubure es de origen mingreliano.

## Geografía
Ochubure se encuentra en el valle del río Gumista Occidental, a 30 km de Sujumi. La aldea se administra desde el pueblo de Guma.   

## Demografía
La evolución demográfica de Ochubure entre 1959 y 1989 fue la siguiente:
| 20                                                  | 1 |
| (Fuente: Population of Abkhazia since Soviet times) |   |

Antes de la guerra de Abjasia, la mayoría de la población local eran griegos.